# Anne de Vries (1944-2018)
Anne de Vries (Hooghalen, 19 augustus 1944 − Oegstgeest, 1 januari 2018) was een deskundige op het gebied van jeugdliteratuur.

## Biografie
De Vries was een zoon van de schrijver Anne de Vries (1904-1964) en Alida Gerdina van Wermeskerken. Hij werd conservator jeugdliteratuur bij het Letterkundig Museum en docent jeugdliteratuur aan de Vrije Universiteit Amsterdam. Hij publiceerde tientallen artikelen over jeugdliteratuur. Daarnaast publiceerde hij een bibliografie (1995) en een biografie (2010) over zijn vader. Vervolgens stelde hij verscheidene bloemlezingen samen met literatuur en poëzie voor kinderen. Hij promoveerde in 1989 aan zijn eigen universiteit met Wat heten goede kinderboeken? Opvattingen over kinderliteratuur in Nederland sinds 1880.
Anne de Vries overleed op nieuwjaarsdag 2018 op 73-jarige leeftijd.

### Eigen werk
- [met Barthle J. Laverman] Jodokus. In forhael oer it weromfinen fan it paradys. Leeuwarden, 1973 (stripverhaal).
- Reader 'Inleiding jeugdliteratuur' . Amsterdam, 1989.
- Wat heten goede kinderboeken? Opvattingen over kinderliteratuur in Nederland sinds 1880. Amsterdam, 1989 (proefschrift).
- Bibliografie van Anne de Vries 1904-1964. Nijkerk, 1995.
- Van Hieronymus tot heden. De teksten van de tijdbalk in het Kinderboekenmuseum. Den Haag, 1995.
- Van Hiëronymus tot heden. Beknopt overzicht van de jeugdliteratuur in Nederland. Den Haag, 2000.
- Een zondagskind. Biografie van mijn vader. Kampen, 2010.
- Meisje, kun je wel jokken? Achtergrond en betekenis van de Nederlandse kinderrijmen. [Amsterdam, 2015].

### Bloemlezingen
- Van Alphen tot Zonderland. De Nederlandse kinderpoëzie van alle tijden. Amsterdam, 2000.
- Voor de kleine Poppedeine en de grote Bimbam. Rijmpjes en versjes voor baby's en peuters. Amsterdam, 2002.
- Als heel de wereld een appeltaart was. Rijmpjes en gedichten voor kleuters. Amsterdam, 2003.

## Over De Vries
- Herman Verschuren: 'Levensbericht Anne de Vries'. In: Jaarboek van de Maatschappij der Nederlandse Letterkunde, 2019-2020, p.234-238